# Phil Schaap
Philip Van Loon Guybo „Phil“ Schaap (* 6. April 1951 in New York City; † 7. September 2021 ebenda) war ein US-amerikanischer Hörfunkmoderator, Historiker, Jazzautor und Musikproduzent. Für seine historischen Jazzeditionen wurde er mit sechs Grammy Awards ausgezeichnet.

## Leben und Wirken
Schaaps Vater, Walter E. Schaap, war einer der ersten Jazzdiskographen und Übersetzer von Jazzbüchern. Musiker, insbesondere des Count Basie Orchestra, kannte er über seine Eltern von klein auf; Jo Jones passte regelmäßig auf ihn als Kind auf. Bereits 1970, zu Beginn seines Studiums an der Columbia University hatte er eine eigene Jazzsendung auf dem Hochschulsender WKCR-FM. Zuletzt moderierte er zwei Sendereihen auf WKCR, Bird Flight und Traditions In Swing, die er beide 1981 begründet hatte.
Zeitweilig managte Schaap die Basie-Alumni-Band The Countsmen (um Earle Warren und Dicky Wells) und arbeitete als Tontechniker auf dem Newport Jazz Festival. Von der Mitte der 1970er-Jahre bis 1992 buchte er die Musiker für Jazz at the West End am Broadway, wo Swingmusiker, aber gelegentlich auch Protagonisten des Modern Jazz und des Blues auftraten.
Schaap arbeitete Anfang der 1980er-Jahre als stellvertretender Direktor des Jazz Oral History Project an der Rutgers University, für das er selbst 162 Interviews mit Musikern als Zeitzeugen durchführte. Von 1984 bis 1991 war er Archivar des Labels Savoy Jazz. Dann arbeitete er als Produzent für Universal, Sony und PolyGram. Er war an der Wiederveröffentlichung vieler Archivaufnahmen auf CD beteiligt, etwa von Charlie Parker, Dizzy Gillespie, Miles Davis, Billie Holiday, Helen Humes, Benny Goodman, Louis Armstrong, Machito und Duke Ellington. Für seine Bemühungen um historische Alben wurde Schaap für acht Grammy Awards nominiert und sechsmal ausgezeichnet, sowohl für die Produktion und die Tontechnik als auch als Autor für die Liner Notes. 2021 wurde er mit einer NEA Jazz Masters Fellowship ausgezeichnet.
Darüber hinaus wurde Schaap Kurator bei Jazz at Lincoln Center in New York City; dort begründete er das Bildungsprogramm Swing University, das, um das Publikum an die Musik heranzuführen, öffentliche Kurse zum Hören und Erleben von Jazz anbietet. Er lehrte Jazzgeschichte an der Columbia University, Princeton University und Rutgers University, zuletzt an der Juilliard School. Schaap, der als „wandelndes Jazzgeschichtsbuch“ (Frank Foster) gilt, wurde auch in Ken Burns’ Dokumentarreihe Jazz interviewt.

## Diskographie (Auswahl)
- Ella Fitzgerald: Ella in Rome: The Birthday Concert, Verve, 1958 (1988)
- Charlie Parker: The Complete Dean Benedetti Recordings, Mosaic, 1947–48 (1990)
- Billie Holiday: The Complete Billie Holiday on Verve 1945–1959, Verve, 1945–1959 (1993)
- Miles Davis & Gil Evans: The Complete Columbia Studio Recordings, Columbia, 1957–68 (1996)
- Louis Armstrong: The Complete Hot Five and Hot Seven Recordings, Columbia, 1925–30 (2001)
- Charlie Parker: Unheard Bird: The Unissued Takes, Verve (2016)

### Grammy Awards
- Best Album Notes 1989 (Autor von Albumbegleittexten) für Bird: The Complete Charlie Parker on Verve
- Best Historical Recording 1993 (Produzent) für The Complete Billie Holiday on Verve 1945–1959
- Best Album Notes 1993 (Autor von Albumbegleittexten) für The Complete Billie Holiday on Verve 1945–1959
- Best Historical Recording 1996 (Produzent & Tontechniker) für Miles Davis & Gil Evans: The Complete Columbia Studio Recordings
- Best Album Notes 1996 (Autor von Albumbegleittexten) für Miles Davis & Gil Evans: The Complete Columbia Studio Recordings
- Best Historical Recording 2000 (Produzent & Tontechniker) für Louis Armstrong: The Complete Hot Five and Hot Seven Recordings